# スロベニアサッカー協会
スロベニアサッカー協会（スロベニアサッカーきょうかい、スロベニア語: Nogometna zveza Slovenije, 英語: Football Association of Slovenia）は、スロベニアにおけるサッカーを統括する競技運営団体。略称はNZS。国際サッカー連盟（FIFA）と欧州サッカー連盟（UEFA）に加盟している。